# Leptogaster angustilineola
Leptogaster angustilineola là một loài ruồi trong họ Asilidae. Leptogaster angustilineola được Martin miêu tả năm 1964. Loài này phân bố ở vùng nhiệt đới châu Phi.